# Edward Gabriel André Barrett
Edward André Gabriel Barrett (New Orleans, 4 febbraio 1827 – New York, 31 marzo 1880) è stato un militare statunitense.

## Biografia
Il commodoro Edward André Gabriel Barrett, US Navy, nacque a New Orleans, Louisiana il 4 febbraio 1827 e morì di malaria a New York il 31 marzo 1880. Venne sepolto all'Holy Cross Catholic Cemetery di New York
Fu membro del Military Order of the Loyal Legion of the United States (MOLLUS) e partecipò da protagonista, in modo attivo, alla guerra civile americana, allo sviluppo della potenza marittima statunitense e della sua flotta militare ed alla lotta allo schiavismo.
Secondo di sei fratelli, si sposò a Genova con la nobile Palmira De Ribrocchi di Tortona, nel 1850; Palmira era figlia di Giovanni Battista De Ribrocchi e di Jousserandot Jeanne Françoise, dei Baroni di Persange. Ebbero quattro figli: Giuseppe Alfredo, Paula Jenny, Virginia M. Elena e Camillo, quest'ultimo che fu volontario garibaldino.
Da un articolo della Army and Navy Journal,, si viene a conoscenza che si risposò, probabilmente solo civilmente, in America, dove ebbe altri due figli, che avevano rispettivamente 8 e 3 anni alla data della sua morte.
La famiglia da cui nacque Edward Barrett, creola, era una delle più aristocratiche della Louisiana. Al suo antenato, marchese De Villiers, comandante in capo delle forze francesi, Washington rese la propria spada al Fort Necessity, dopo la disfatta di Braddock.
Suo padre, Thomas Barrett, fu per 15 anni Comandante del porto di New Orleans: ufficio al quale era stato destinato personalmente dal Presidente Jackson. La madre era Marie Henriette Griffon d'Anneville, di New Orleans.
Entrò nella Marina degli Stati Uniti all'età di 13 anni. Il 3 Novembre 1840 fu nominato aspirante guardiamarina e assegnato a alla corvetta Warren e alla USS Levant nella Baia di Pensacola; successivamente fu trasferito a bordo della fregata Macedonian, della squadra navale delle Indie Occidentali, al comando del commodoro Nickolson.
La sua prima crociera fu sulla USS Levant, della squadra delle Indie Occidentali. Nel luglio 1842 venne inviato all'ospedale di Norfolk, e nell'agosto seguente passò sulla Fregata Columbus della squadra navale del Mediterraneo. Appena giunto alla base fu destinato sulla corvetta Preble e quindi ancora sulla fregata Columbus in partenza per il Brasile.

## Incarichi di comando dal 1847 al 1863
Nel febbraio 1846 entrò all'Accademia Navale degli Stati Uniti dove, nell'agosto seguente, fu nominato ufficiale e assegnato immediatamente alla USS Mississippi, della squadra navale del Golfo. Appena giunto a Veracruz servì alternativamente sulla USS Raritan e, durante l'assedio della città, sulla USS John Adams che la bloccava. Rilevò il defunto guardiamarina Nelson nel comando del corpo d'Ambulanza operante con la batteria navale. Nel 1847 partecipò alla battaglia di Alvarado sulla USS Mississippi.. Comandò il brigantino Coosa: la prima e miglior preda fatta durante la guerra e con essa procedette per New Orleans. Raggiungendo la sua nave d'origine, catturò la nave Maria Theresa e, trasferito sulla USS Raritan, partecipò all’attacco di Tuspan.
Servì come volontario nelle spedizioni di Frontera, di Tobasco e di Laguna. Alla fine della guerra andò a casa in licenza per malattia.
Nel 1848, ripreso il servizio, venne mandato sulla costa d’Africa, come ufficiale della USS Jamestown e rimase in quella base circa due anni. Tornò quindi nel Mediterraneo sulla USS Lexington e là ottenne due anni di licenza: furono questi gli anni del matrimonio, della paternità e della sua più continuativa permanenza in Europa.
Barrett trascorse gran parte del periodo della guerra di Crimea con lo Squadrone Mediterraneo. Uno scopo comune della presenza della marina americana nel Mediterraneo era quello di proteggere gli interessi e i cittadini americani durante le varie rivoluzioni che sconvolsero l'Europa del 1848. Molte navi rientrarono a Norfolk nel maggio 1850, quando la calma tornò.
Nel 1852 raggiunse la nave ammiraglia della Squadra Navale, la USS Cumberland e quindi passò sulla USS St. Louis e sulla USS Saranac.
Nel 1854 fu nominato aiutante di bandiera del commodoro Breeze, dal 1855 al 1858 fu nel Mediterraneo ancora, assegnato alla USS Constellation e alla USS Congress e nel 1858 tornò negli Stati Uniti imbarcato sulla USS Constellation.
Verso la fine dell’anno 1858 fu destinato alla nave Portsmouth, sulla Costa d’Africa (ivi destinato per contrastare il commercio di schiavi).
Nel 1860 andò nelle Indie Orientali, sulla Dacotah, all’inizio del 1861, appena giunto in quella zona, fu nominato Istruttore d’Artiglieria e quindi organizzò la nave scuola USS Savannah, per ufficiali volontari, fino al 1863.

## La guerra civile americana, 1860–1865
Barrett, nella prima fase del conflitto, si accollò il compito di preparare gli ufficiali alle rispettive mansioni e predispose due testi di ancora oggi noti nella letteratura militare. Essi furono il Naval Howitzer e il Gunnery Instructions.

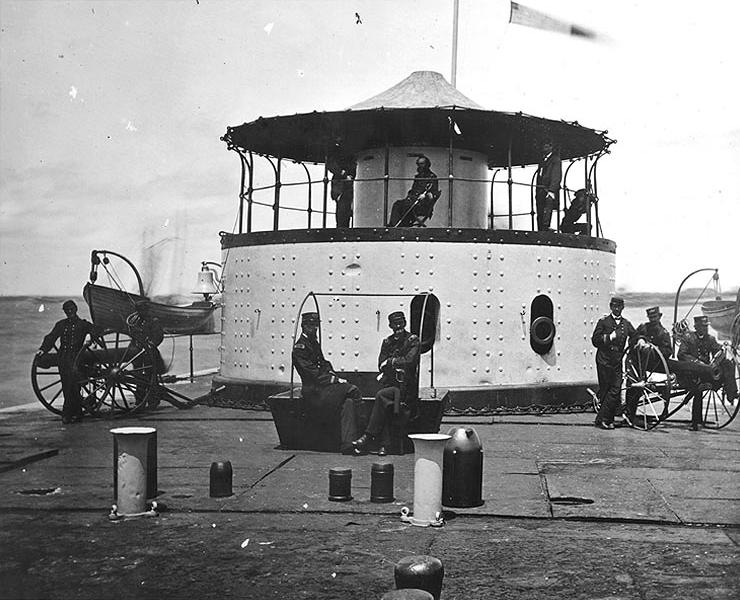
Il Commodoro E. Barrett seduto al posto di comando della Catskill

Nel 1862, essendo state avanzate delle accuse a causa della sua nascita sudista, venne processato dalla corte marziale e non solo fu riconosciuto innocente, ma ricevette i più caldi elogi per i suoi servizi professionali e patriottici.
Barrett comandò la USS Massasoit nel 1863 e la corazzata Catskill fuori Charleston, classe Monitor Passaic; fu assegnato a questo comando direttamente dal segretario alla Marina, Welles, sostituendo il precedente comandante Rodgers, morto in combattimento; doveva stroncare il commercio clandestino che finanziava il Sud.
Nel 1864 la sua nave catturò il Prince Albert; il 18 Febbraio 1865, catturò il battello Celt, mentre tentava di forzare il blocco; la nave era finita in secco e cercava di lasciare Charleston nella notte del 14.
La corazzata Catskill catturò anche il battello britannico Deer in simili circostanze; fu l'ultima preda fatta fuori Charleston e l'unica preda fatta da un Monitor. Si vuole qui sottolineare come la caduta di Charleston, di quei giorni, venisse da entrambe le fazioni ritenuta esiziale per la causa del Sud. Sia Dahlgren (in due messaggi al segretario Welles e all'ammiraglio Porter), sia Wilkinson lo ammisero: la città del cotone, simbolo dello spirito del Sud, era caduta in mani unioniste e, con essa, tutte le speranze dei confederati finirono. La cattura di queste navi fu riportata in numerosi articoli che apparirono dopo la morte di Barrett.
Nel 1865 riorganizzò il dipartimento di artiglieria dell'Arsenale della Marina da Guerra di Norfolk e venne nominato ispettore delle armi leggere. Secondo Steve Bogdan esaminò le pistole M1866 – Navy Model Rolling Block Pistols, della Remington, casa che riforniva la Marina. Ogni pistola M1866 o M1870 calibro 50 Remington con il marchio EB è stata quindi esaminata da Edward Barrett. Fu comunque nominato ispettore degli armamenti della US Navy nel 1866 con altri importantissimi ufficiali di marina.

## Gli ultimi anni
Sempre nel 1863 assunse il comando della USS Quinnebaug, base Brasile. Nel 1873 quella della USS Ticonderoga, nell'anno seguente della USS Canandaigua e nel 1875 della USS Plymouth
Oltre a questi servizi merita ricordare che il Comandante Barrett fu destinato sulla prima nave da guerra che entrò nel porto della Joliette a Marsiglia e sulla fregata Congress, che fu la prima ad entrare nel molo di Livorno. Fu della prima spedizione che risalì lo Yang-tse-Kiang fino a Hankow. Comandò la USS Quinnebaug che fu la prima nave da guerra che entrò a Città del Capo, in Africa. Inoltre si trovò al comando del USS Plymouth, che fu il bastimento mandato dal governo per presenziare alla chiusura dell'Esposizione Internazionale e fu il primo a provare il passaggio fra le Cascate dello stretto del sud del Mississippi nella primavera del 1877.
In occasione dei tumulti del luglio 1877 (Labor Strikes), Barrett fu chiamato a Washington ove organizzò una brigata navale di marinai e di marines per la protezione della città e degli stabilimenti pubblici, tenendo il comando della forza di pronto intervento fino a che ogni pericolo finì.
Edward Barrett scrisse diverse opere, ancora oggi ricordate e studiate: Temporary Fortifications, Dead Reckoning, Gunnery Instructions, Naval Howitzer (unico ed eccellente testo per la rapida preparazione e l’addestramento degli ufficiali nordisti).